# Gadus macrocephalus
A Gadus macrocephalus a csontos halak (Osteichthyes) főosztályának a sugarasúszójú halak (Actinopterygii) osztályába, ezen belül a tőkehalalakúak (Gadiformes) rendjébe és a tőkehalfélék (Gadidae) családjába tartozó faj.

## Előfordulása
A Gadus macrocephalus elterjedési területe a Csendes-óceán északi részének határvonala, a Sárga-tengertől kezdve a Bering-szoroson és az Aleut-szigeteken keresztül, egészen a kaliforniai Los Angelesig. Előfordulási helyének déli részein ritkábbak az állományai.

## Megjelenése
Ez a halfaj legfeljebb 119 centiméter hosszú és 22,7 kilogramm testtömegű. 40-85 centiméteresen tekinthető felnőttnek. 49-55 csigolyája van. Három hátúszója és két farok alatti úszója van. Az állán egy hosszú tapogatószál látható. Az oldalvonal, amely a harmadik hátúszó alatt végződik, az első és a második hátúszó között meggörbül. Háti része barna vagy szürke; oldalai világosabbak, sötét pontokkal vagy foltokkal. A hal néha sárga is lehet. Szürke úszóit, fehér körvonal segélyez; a hátúszókon vékonyabb a farok alatti és a farokúszókon vastagabb.

## Életmódja

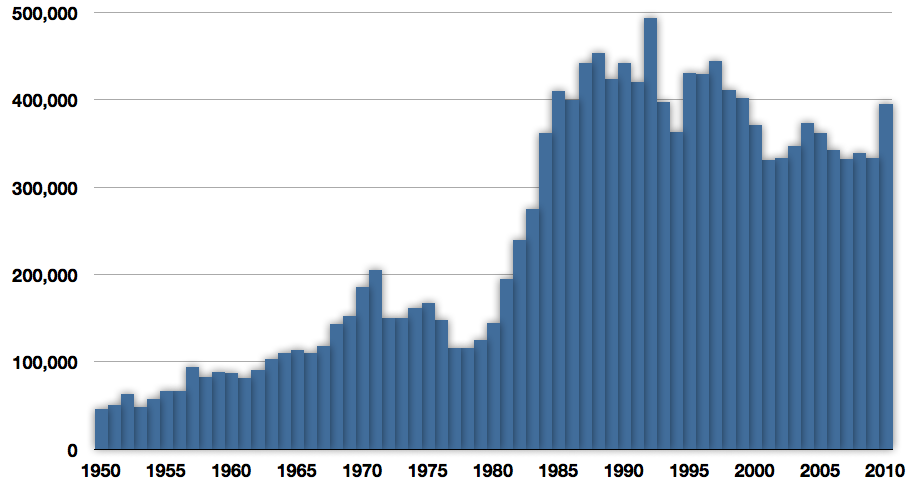
A Gadus macrocephalus világszintű halászata 1950-2010 között

A Gadus macrocephalus tengeri halfaj, amely inkább a fenék közelében tartózkodik. 1280 méteres mélységbe is leúszik, azonban általában 100-400 méteres mélységben látható. A 6-9 Celsius-fokos hőmérsékletben érzi jól magát. Rajhal, amely a nagyobb halfajokból is képes zsákmányolni, ezek mellett nyolckarú polipokkal (Octopodiformes), rákokkal és férgekkel is táplálkozik. Az ivadék főleg evezőlábú rákokkal (Copepoda) táplálkozik.
Legfeljebb 18 évig él.

## Felhasználása
Ezt a tőkehalat ipari mértékben halásszák. A sporthorgászok is kedvelik. Frissen, fagyasztva, sózva, füstölve vagy szárítva árusítják. Sülve, főve fogyasztható. A hagyományos kínai orvoslásban is szerepel.